# 韦斯利·克莱尔·米切尔

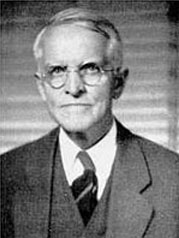

韦斯利·克莱尔·米切尔（英語：Wesley Clair Mitchell，1874年8月5日—1948年10月29日）是一位美国经济学家，曾研究景氣循環。他曾在芝加哥大学、加州大学伯克利分校、哈佛大学以及哥伦比亚大学任教。1916年，他当选美国统计协会会员。  1931年，他当选美国文理科学院院士和美國哲學學會成員。

## 外部連結
- History of Economic Thought: Wesley Clair Mitchell
- S. Fabricant: The Founding of the NBER
- Finding aid to the Wesley Clair Mitchell papers at Columbia University Rare Book & Manuscript Library